# Loi des titres selon Betteridge
La loi des titres selon Betteridge est un adage selon lequel : « À tout titre d'article journalistique se terminant par un point d'interrogation il peut être répondu par la négative ». Son nom lui vient de Ian Betteridge, journaliste britannique spécialisé dans les nouvelles technologies, bien que l’idée soit bien plus ancienne. Comme d’autres lois similaires (p. ex. la loi de Murphy), elle se veut humoristique plutôt que littérale.
La maxime est citée sous d'autres noms dès 1991. Elle est ainsi dénommée « loi de Davis », ou « principe journalistique ».

## Historique
Betteridge en explique le concept dans un article de février 2009, à propos d'un article du site TechCrunch intitulé « Last.fm a-t-il remis ses statistiques d'écoute utilisateurs à la RIAA ? » (« Did Last.fm Just Hand Over User Listening Data To the RIAA? »).

« Ce sujet est une superbe démonstration de ma maxime qui veut que, pour tout article dont le titre se termine par un point d’interrogation, on puisse répondre par la négative à la question ainsi posée. Si les journalistes emploient ce genre de titres interrogatifs, c’est qu’ils savent que leur sujet n’est sans doute que de la foutaise et qu’ils ne disposent en réalité ni des sources ni des faits pour l’étayer, mais qu’ils n’en veulent pas moins le publier. »

Cinq ans avant l'article de Betteridge, le journaliste britannique Andrew Marr faisait une observation similaire dans son livre My Trade, sorti en 2004. Celle-ci figurait dans les conseils sur les méthodes de lecture d'un journal, à adopter si l'on veut comprendre réellement ce dont il retourne :

« Si le titre de l'article pose une question, essayez d'y répondre par « Non ». Est-ce le vrai visage de la jeunesse britannique ? (Lecteur sensé : non) Avons-nous découvert le remède contre le SIDA ? (Non, sinon vous n'auriez pas mis le point d'interrogation). Cette carte ouvre-t-elle la voie vers la paix ? (probablement pas). Un titre avec un point d'interrogation signifie dans la majorité des cas que le sujet est tendancieux ou survendu. Il s'agit souvent d'un sujet bancal, ou d'une tentative de transformer un reportage à peine validé en controverse nationale, et, tant qu'à faire, en panique nationale. Pour un journaliste à la recherche d'une information crédible, un point d'interrogation équivaut à « ne t'embête pas à lire ce truc ». »

Betteridge a admis avoir enfreint sa propre loi dans un article publié sur son site, en formulant un titre sous forme de question qui appelait une réponse affirmative.